# Valeriana effusa
Valeriana effusa là một loài thực vật có hoa trong họ Kim ngân. Loài này được Griseb. miêu tả khoa học đầu tiên năm 1874.